# Spawanie elektronowe
Spawanie elektronowe, właściwie spawanie wiązką elektronową – rodzaj techniki spawania metali, polegające na nagrzewaniu miejsca łączenia przy pomocy wiązki elektronowej. 
Do spawania tą techniką służy spawarka elektronowa, w której źródłem elektronów jest działo elektronowe. Elektrony są przyspieszane napięciem na poziomie dziesiątek kilowoltów. 
Charakterystycznymi cechami spawania elektronowego jest to, że spawanie odbywa się najczęściej w środowisku próżni rzędu 10−8 atm, a także to, że spoina tworzy się przez stopienie brzegów łączonych detali. 
Spawanie elektronowe odznacza się szeregiem korzystnych właściwości.
Technika ta pozwala łączyć metale (np. wolfram-miedź, niob-miedź), których nie daje się łączyć innymi technikami spawalniczymi.
Inicjatorem stosowania tej techniki spawania w Polsce był prof. Wiesław Barwicz.